# Лейла
Ле́йла (также Лейла́) — женское имя арабского происхождения, означающее «сумерки», «ночь». По другой версии, значение имени не только «ночь», но и «лилия». Широко распространено в восточных странах (например в Средней Азии), меньше в Европе. Поскольку имя не включено в христианские святцы, дня именин Лейлы не существует.
На Северном Кавказе имя распространено среди балкарцев, абазин, кабардинцев, даргинцев, кумыков, лезгин, осетин и других в вариациях Лайла, Лейла, Лейля.  В Узбекистане принято использовать вариацию Лайло в узбекском языке.
Лейла — неофициальное название острова Перехиль.
Имя Лейла обрело широкую популярность во многом благодаря легенде о Лейле и Маджнуне.